# Jodis undularia
Jodis undularia là một loài bướm đêm trong họ Geometridae.